# Doktor Who – seria 25 (1988–1989)
Dwudziesty piąty sezon wersji klasycznej brytyjskiego serialu science-fiction pt. Doktor Who rozpoczął się 5 października 1988, premierą historii Remembrance of the Daleks, a zakończył się 4 stycznia 1989 historią The Greatest Show in the Galaxy.

## Obsada
Sylvester McCoy kontynuował wcielanie się w rolę siódmego Doktora, któremu w dalszym ciągu towarzyszyła Ace, grana przez Sophie Aldred.
Terry Molloy po raz trzeci zagrał rolę Davrosa w historii Remembrance of the Daleks. W tej samej historii głos jednemu z Daleków podłożył John Leeson, który w latach 1977-1978 i 1980-1981 podkładał głos towarzyszowi Doktora, K-9
David Banks wystąpił w serialu w historii Silver Nemesis jako cyber-lider po raz czwarty.

## Odcinki
| N/o | Tytuł                           | Reżyseria     | Scenariusz      | Odcinki   | Emisja                                                                             | Kod |
| --- | ------------------------------- | ------------- | --------------- | --------- | ---------------------------------------------------------------------------------- | --- |
| 148 | Remembrance of the Daleks       | Andrew Morgan | Ben Aaronovitch | 4 odcinki | 5 października 1988 12 października 1988 19 października 1988 26 października 1988 | 7H  |
| Doktor, wraz ze swoją nową towarzyszką, Ace, przybywa do Londynu w 1963 roku, by pozałatwiać tam niedokończone sprawy. Okazuje się, że na miejscu znajdują się dwie naprzeciw stojące frakcje Daleków, z którymi zamierza się uporać wojsko. Doktor, przy pomocy wojska musi powstrzymać Daleków, przed rozsianiem olbrzymiej wojny między sobą.                                                            |                                 |               |                 |           |                                                                                    |     |
| 149 | The Happiness Patrol            | Chris Clough  | Graeme Curry    | 3 odcinki | 2 listopada 1988 9 listopada 1988 16 listopada 1988                                | 7L  |
| Doktor i Ace przybywają na planetę, Terra Alpha, gdzie jest nakazane, że ma każdy ma być szczęśliwy. Okazuje się, że w ciągu 10 lat zniknęło z tej planety 17% populacji. Wkrótce Doktor odkrywa, że na planecie rządzi Helen A, która wydaje bardzo liczne egzekucje, za pomocą swojego robota ze słodyczy, Kandymana.                                                                                     |                                 |               |                 |           |                                                                                    |     |
| 150 | Silver Nemesis                  | Chris Clough  | Kevin Clarke    | 3 odcinki | 23 listopada 1988 30 listopada 1988 7 grudnia 1988                                 | 7K  |
| Lady Peinforte, XVII-wieczna wiedźma, De Flores, emerytowany, XX-wieczny neonazista, oraz Cybermeni w celu realizacji własnych planów próbują przejąć kontrolę nad rzeźbą z żywego metalu, validium, która została stworzona przez Rassiliona do obrony rodzimej planety Doktora, Gallifrey. Doktor i jego towarzyszka, Ace próbują ich powstrzymać.                                                        |                                 |               |                 |           |                                                                                    |     |
| 151 | The Greatest Show in the Galaxy | Alan Wareing  | Stephen Wyatt   | 4 odcinki | 14 grudnia 1988 21 grudnia 1988 28 grudnia 1988 4 stycznia 1989                    | 7J  |
| Doktor dostaje zaproszenie na wystąpienie cyrkowe na pustynnej planecie Segonax, które zostało nazwane "największym show w galaktyce". Doktor postanawia zabrać tam Ace, pomimo jej ukrytej bojaźni przez klaunami. Kiedy dojeżdżają na miejsce okazuje się, że goście, którzy zostali zaproszeni charakteryzują się egoizmem, natomiast przedstawienie zostaje przeprowadzone przez złowrogie robo-klauny. |                                 |               |                 |           |                                                                                    |     |

## Wersja DVD
| Nazwa wydania | Ilość i czas odcinków | Data premiery     | Data premiery       | Data premiery    |
| Nazwa wydania | Ilość i czas odcinków | Region 2          | Region 4            | Region 1         |
| --- | --------------------- | ----------------- | ------------------- | ---------------- |
| Remembrance of the Daleks | 4 × 25 min.           | 26 lutego 2001    | 13 maja 2002        | 2 kwietnia 2002  |
| Remembrance of the Daleks – Special Edition | 4 × 25 min.           | 20 lipca 2009     | 1 października 2009 | 2 marca 2010     |
| The Complete Davros Collection (Z tej serii w tym zestawie DVD pojawia się historia Remembrance of the Daleks. Ogólnie cały zestaw zawiera historie z klasycznych serii w których pojawił się Davros: Genesis of the Daleks, Destiny of the Daleks, Resurrection of the Daleks, Revelation of the Daleks i Remembrance of the Daleks.) | 18 × 25 min.          | 26 listopada 2007 | 6 lutego 2008       | —                |
| Ace Adventures (Zestaw DVD zawierający historię z tego sezonu, The Happiness Patrol, wydaną wraz z historią z sezonu 24. pt. Dragonfire) | 6 × 25 min.           | 7 maja 2012       | 7 lipca 2012        | 8 maja 2012      |
| Cybermen Set (Zestaw DVD zawierający historię z tego sezonu, Silver Nemesis, wydaną wraz z historią z sezonu 12. pt. Revenge of the Cybermen) | 7 × 25 min.           | 9 sierpnia 2010   | 7 października 2010 | —                |
| Silver Nemesis | 3 × 25 min.           | —                 | —                   | 2 listopada 2010 |
| The Greatest Show in the Galaxy | 4 × 25 min.           | 30 lipca 2012     | 16 sierpnia 2012    | 14 sierpnia 2012 |

## Beletryzacje
Wszystkie odtworzenia odcinków na opowiadania z tej serii wydało wydawnictwo Target Books.
| Nazwa                           | Autor           | Premiera          | Źródło |
| ------------------------------- | --------------- | ----------------- | ------ |
| Remembrance of the Daleks       | Ben Aaronovitch | 21 czerwca 1990   | [ 30 ] |
| The Happiness Patrol            | Graeme Curry    | 15 lutego 1990    | [ 31 ] |
| Silver Nemesis                  | Kevin Clarke    | 16 listopada 1989 | [ 32 ] |
| The Greatest Show in the Galaxy | Stephen Wyatt   | 21 grudnia 1989   | [ 33 ] |